# Tábor (hora v Galileji)
Hora Tábor (hebrejsky הר תבור Har Tavor, arabsky Džebel Tabor, řecky Όρος Θαβώρ, Horos Thabór, dříve Ithaburum, vulgo Thabor) se nachází v oblasti Galileje, na východní hranici Jizre'elského údolí, 17 km západně od Galilejského jezera (jezera Kineret) a dosahuje výšky 575 metrů nad mořem. Židovský národní fond zde vysadil les a na vrcholu se nachází poutní kostel Proměnění Páně.

## Okolí a přístup

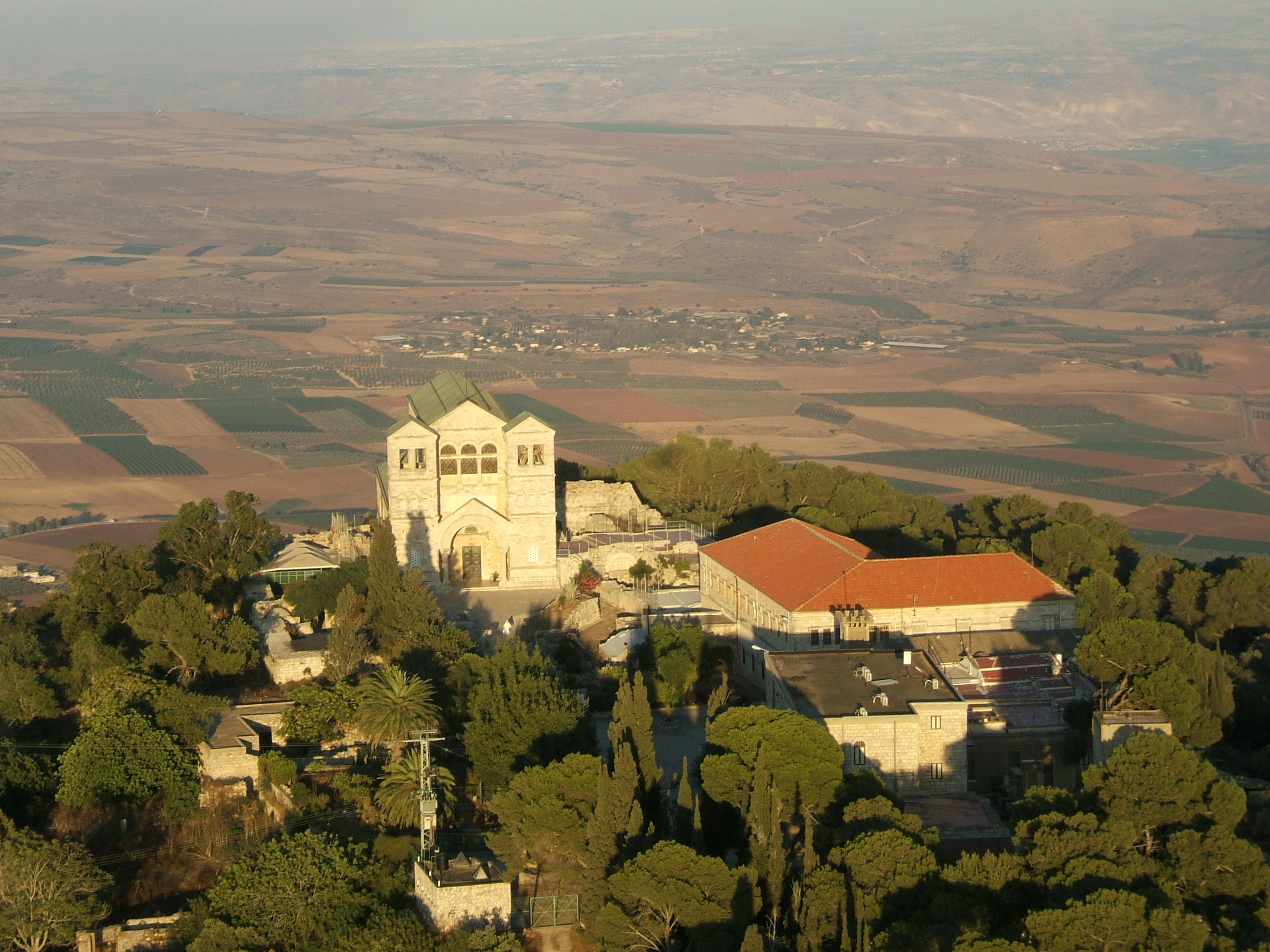
Vrchol hory Tábor s chrámem Proměnění Páně, v pozadí v nížině je obec Kfar Kish

Z geomorfologického hlediska jde o izolovanou svědeckou horu (v některých cizojazyčných zdrojích bývá označována též jako inselberg, respektive monadnock, tedy v českém překladu skalní suk), se kterou však na západní straně téměř sousedí vrch Har Dvora. Jižně od horu míjí vodní tok Nachal Tavor, který odvodňuje tento region směrem do řeky Jordán.

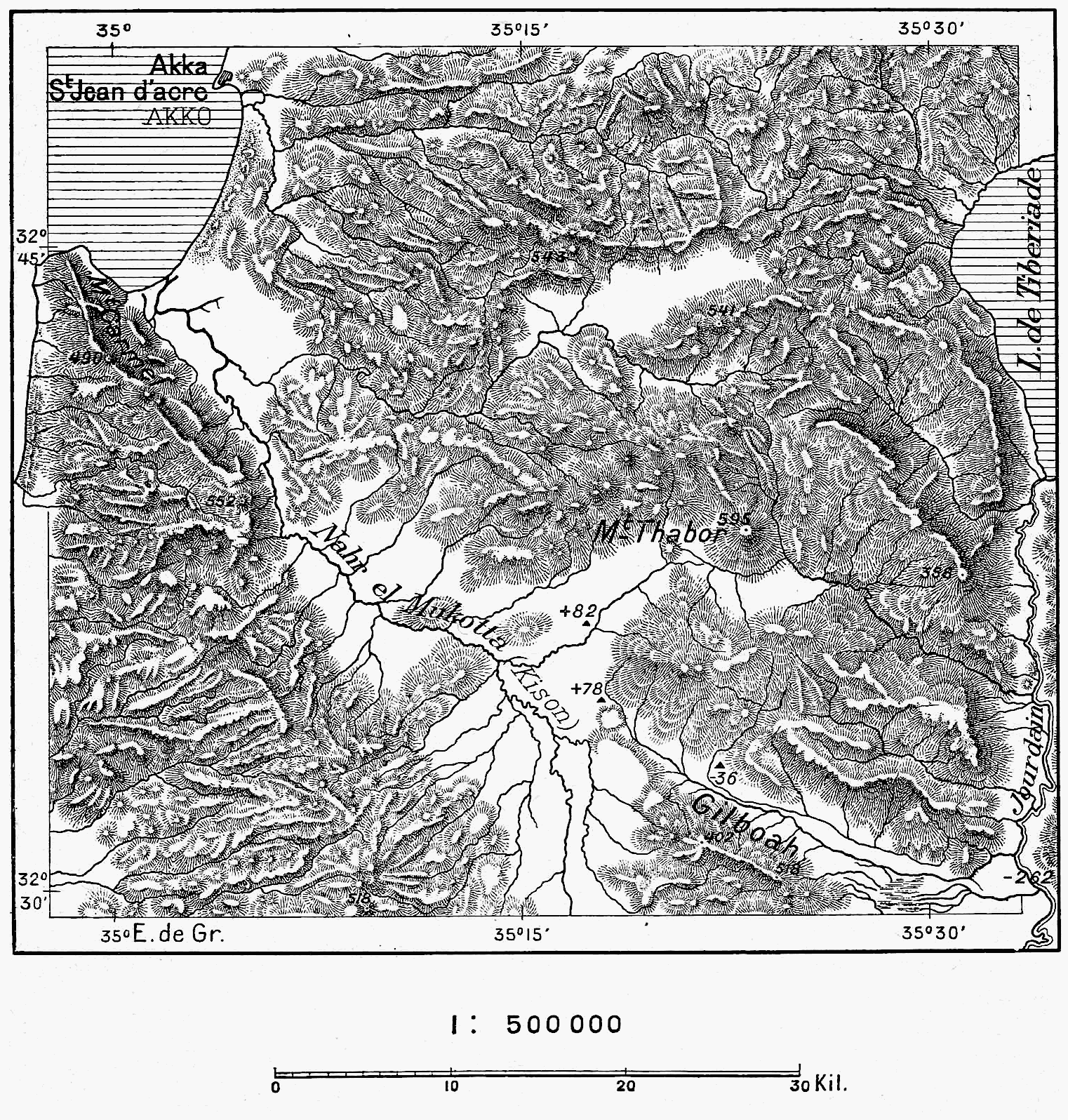
Hora Tábor na mapě geografa Élysée Recluse (1830-1905)

Pod horou Tábor vede silnice číslo 65 spojující Chaderu a Kirjat Šmonu. Prochází též přes Afulu a Golanské výšiny. Z této silnice jsou na horu dva přístupy – jednak přes obec Daburija a dále přes Šiblí – Umm al-Ghanam. Přístup je též přes Iksal.

## Hora Tábor v Bibli
Hora Tábor je poprvé zmíněna v Bibli v knize Jozue (19,22) jako hranice mezi třemi izraelskými kmeny – Zabulón, Isachar a Neftalí. Dále je hora zmíněna v Knize soudců 4,6 ve vyprávění, jak prorokyně Debora přikázala izraelskému vůdci Bárakovi: „Sám Hospodin, Bůh Izraele, ti přikazuje: táhni hned na horu Tábor a vezmi s sebou deset tisíc mužů…“ a Bárak pak z této hory drtivě porazil kanaánské vojsko.
Podle křesťanské tradice se na hoře Tábor událo Proměnění Páně, které popisuje Nový zákon (Matouš 17:1-6; Marek 9:9-18; Lukáš 9:28-36, který však přímo nezmiňuje jméno hory). V průběhu Proměny promlouval Ježíš k Mojžíšovi a Elijášovi, který předpověděl jeho smrt. Od roku 1621 se na hoře Tábor usadili františkánští mniši. Na paměť události, popisované v Novém zákoně, byla na vrcholu hory na troskách někdejších svatostánků ze 6. a 12. století vybudována v letech 1921–1924 bazilika Proměnění Páně podle návrhu italského architekta Antonia Barluzziho.
Svátek „Proměnění Páně“ slaví katolická církev 6. srpna. Celonoční vigilie v kostele se koná každý rok na pravoslavný svátek „Proměnění Páně“ 19. srpna (což podle juliánského kalendáře odpovídá 6. srpnu).

## Historie

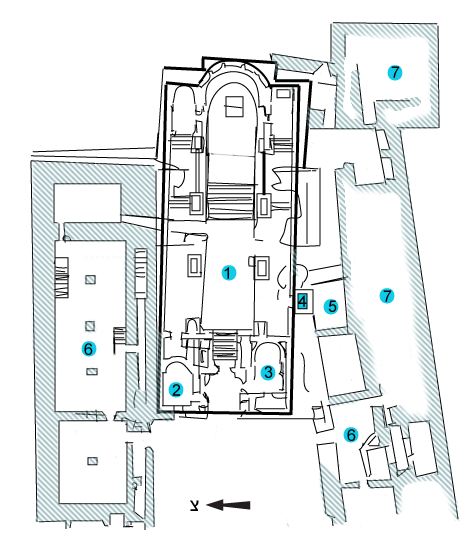
Archeologická situace středověkých staveb chrámu Proměnění a pevnosti

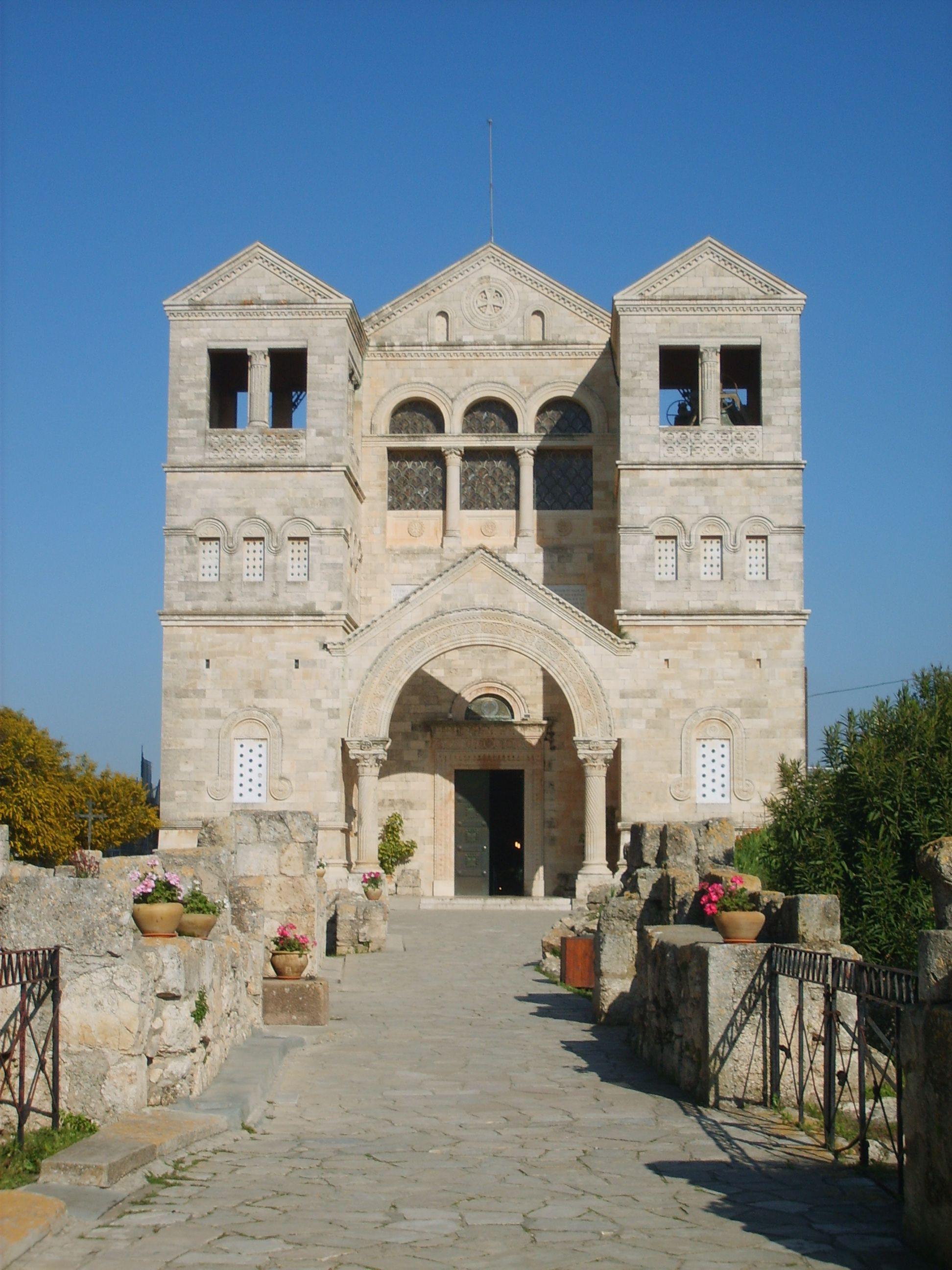
Bazilika Proměnění Páně z roku 1923

V polovině 3. století řecký teolog Órigenés jako první ztotožnil horu Tábor s biblickou horou, na které došlo k Proměnění Páně. Jeho tezi rozvedli ve svých spisech teologové 4. století Cyril Jeruzalémský a Svatý Jeroným. Jejich zásluhou se od 4. do 9. století se datuje první významné období křesťanských poutníků, hora se stala součástí Byzantské říše a byly zde postaveny tři kostely a jeden klášter. V 10. století, a to roku 947 byla hora dobyta Araby se dostala pod nadvládu chalífátu Abbásovců. Během křížových výprav se často měnilo obsazení. Roku 1099 se křižákům podařilo klášter ovládnout a s pomocí benediktinů opevnit. Od roku 1212 horu ovládli Ajjúbovci a stavby s výjimkou pevnosti pobořili, roku 1229 ji dobyl uherský král Ondřej II. Roku 1263 se hory zmocnil mamlúcký sultán Bajbars.
Při syrské expedici Napoleona Bonaparta v roce 1799 francouzská armáda pod velením generála Jeana Baptisty Klébera v počtu asi tří tisíc vojáků zvítězila nad více než desetinásobnou přesilou špatně vyzbrojených osmanských Turků v údolí mezi horou Tábor a vrchem Moreh. Na přelomu 19. a 20. století se na hoře usadil beduínský kmen Arab Al-Sabehi. Ti se v roce 1948 zapojili do arabsko-izraelské války a byli vytlačeni do Sýrie a do Jordánska, kromě klanu Shibli, jehož členové odmítli svou vlast opustit, asimilovali se a dosud sídlí ve vesnici Shibli-Umm al-Ghanam. Stát Izrael je toleruje, protože dodržují zákony a jsou přátelští k turistům.

## Stavby
V současnosti na hoře působí tři církevní společenství: Vrchol hory s využitím substrukcí starších středověkých kostelů, jeskyně a křestního pramene pojala do svého urbanistického řešení roku 1923 zbudovaná římskokatolická trojlodní bazilika Proměnění Páně, kterou projektoval církevní architekt Antonio Barluzzi. Je pod správou zdejšího kláštera řádu františkánů. Menší chrám proroka Eliáše s egyptským ortodoxním klášterem byl založen roku 1862 na úbočí hory, stranou od hlavní poutní cesty. Třetí církevní zařízení je spíše ubytovací. Na plošině hory bylo po roce 1948 postaveno několik dalších staveb, mj. škola. Dochovaly se také ruiny arabského karavanseráje.

## Jméno Tábor ve světě
Jméno hory převzaly v celém světě mnohé hory, lokality, kláštery a jiné stavby. Hrad a později zámek Montabaur v Porýní je pod tímto názvem zmiňován již roku 1227. Toto označení nese například i vídeňská čtvrť.

### České lokality Tábor
Husité pojmenovali jménem Tábor své vojenské město. Za husitských dob a pod vlivem husitství získalo několik českých kopců jméno Tábor, jejichž názvy jsou s biblickou horou spojovány. Krom toho české slovo tábor má i obecné významy vojenské ležení, koncentrace lidu a nejnověji i místo pro rekreaci ve stanech či chatkách, přičemž jazykovědci vedou mnohaleté disputace o tom, do jaké míry označení pochází přímo z názvu biblické hory a do jaké míry z tureckého slova, které by mohlo mít prastaré tatarsko-mongolské kořeny a do češtiny se dostalo přes maďarštinu. Maďarský turkolog Gyula Németh (1890–1976) naopak v roce 1953 prokazoval, že osmanské slovo tabur označovalo specificky křesťanské ležení uzavřené vozy spojenými řetězy, v jiných turkických jazycích se nevyskytuje a do turečtiny se dostalo v období bojů v Podunají v 16. století (nebo už v 11. století), zatímco turecké slovo mongolského původu tabqur pro vojenské kolony splynulo se slovem tabur až v 19. století. Do roku 1420 není v Čechách ani jazycích okolních národů doloženo slovo tábor v obecném významu, v brzké době se však rozšířilo a v německých zdrojích tak bylo označováno například i ležení na hoře Vítkov. Jeden z prvních doložených výskytů jména je v latinské kronice Vavřince z Březové z roku 1419, kde je pod jménem Thabor zmiňována šachta u Kutné Hory, do níž byli házeni Husovi přívrženci.